# Can Pere de la Plana
Can Pere de la Plana és una urbanització de Sant Pere de Ribes a uns 3 km al nord-est del nucli de Ribes. El nom prové de la  masia del segle xvii, Can Pere de la Plana, actualment casa de colònies.
És a mig camí entre les ciutat de Barcelona i Tarragona, situada al bell mig del massís del Garraf i envoltada pel Parc Natural del Garraf. S'hi accedeix des de la carretera d'Olivella, i per arribar-hi cal travessar la urbanització de Can Lloses - Can Marcer.
Es va urbanitzar a principi dels anys 70 del segle xx sota el nom de Pineda Park. Els incendis que afectaren el Parc Natural del Garraf el 1982 i 1994 arribaren fins a les portes de moltes de les cases. El 2007 tenia 197 habitants empadronats. El 2018, 45% de les parcel·les encara quedaven buides.
Exclavat i lluny dels eixos viaris principals, el problema del transport públic es va resoldre el 2019 i s'hi va crear una xarxa de transport a la demanda, que el 2025 va ser eixamplat amb vehicles adaptats per a persones amb mobilitat reduïda.

## Referènces
1. ↑  «El Municipi -». Sant Pere de Ribes.   Batllia de Sant Pere de Ribes. [Consulta: 11 febrer 2025].
2. ↑  «Can Pere». [Consulta: 11 febrer 2025].
3. ↑  «Urbanitzacions del Garraf» (pdf). Analisi de la parcel·lació cadastral.   Generalitat de Catalunya, 2018.
4. ↑  «Els usuaris del TAD de Sant Pere de Ribes puntuen el servei amb un 9.3 sobre 10».   Associació de municipis per la Mobilitat i el Transport Urbà (AMTU), 13-04-2021. [Consulta: 11 febrer 2025].
5. ↑  «El Servei de Transport a Demanda de Sant Pere de Ribes s’amplia amb dos taxis adaptats per a mobilitat reduïda».   Canal Blau, 21-01-2025. [Consulta: 11 febrer 2025].